# Bladbiller
Bladbiller (videnskabeligt navn: Chrysomelidae,) er af de største og mest almindeligt forekommende familier af biller og omfatter over 37.000 arter (hvoraf 260 i Danmark), der inddeles i mere end 2.500 slægter. Talrige underfamilier er anerkendt, men den præcise taksonomi og systematik vil sandsynligvis ændre sig med igangværende forskning.
Bladbiller er delvist genkendelige på antallet af segmenter på deres tarsus ("fodrod"), som ser ud til at være 4-4-4 (fire led på forbenenes fodrod, fire på mellembenenes og fire på bagbenenes), men faktisk er 5-5-5, da det fjerde tarsalsegment er meget lille og skjult af det tredje. Som med mange taxaer, definerer intet enkelt tegn Chrysomelidae; i stedet er familien afgrænset af en række kendetegn. Nogle slægter skelnes kun vanskeligt fra træbukke (familien Cerambycidae), nemlig ved antennerne, der ikke stammer fra frontale pukler.
Voksne og larver af bladbiller lever af alle slags plantevæv, og alle arter er fuldt planteædende. Mange er alvorlige skadedyr på kulturplanter, for eksempel Coloradobille (Leptinotarsa decemlineata), gulplettet aspargesbille (Crioceris asparagi), kornbladbille (Oulema melanopus), sennepsbladbille (Phaedon cochleariae) og forskellige loppebiller (underfamilien Galerucinae) og nogle få fungerer som vektorer for plantesygdomme. Andre er gavnlige på grund af deres anvendelse i biologisk bekæmpelse af invasivt ukrudt. Nogle Chrysomelidae er iøjnefaldende farvede, typisk i blanke gule til røde eller metalliske blågrønne nuancer, og nogle (især Cassidinae) har spektakulært bizarre former. Derfor er de populære blandt insektsamlere.

## Beskrivelse
De voksne bladbiller (imagoerne) er små til mellemstore, dvs. de fleste arter varierer fra 1,0 til 18 mm i længden, eksklusive vedhæng, med kun nogle få større arter såsom Alurnus humeralis, som når 35 mm. De fleste arters kroppe er kuplede og ovale i rygsyn (selvom nogle er runde eller aflange), og de har ofte en metallisk glans eller flere farver. I de fleste tilfælde er antennerne væsentligt kortere end hovedet, thorax og abdomen, dvs. ikke mere end halvdelen af deres samlede længde. Det andet antennesegment er af normal størrelse (hvilket adskiller bladbiller fra de nært beslægtede træbukke). Hos de fleste arter har antennesegmenterne nogenlunde ens form, højst udvider de sig gradvist mod spidsen, selvom især nogle Galerucinae har modificerede segmenter, hovedsagelig hos hannerne. Det første segment af antennen er i de fleste tilfælde større end de følgende. 
Pronotum (det første led i brystpartiet) hos bladbiller varierer mellem arter. Hos de fleste er den let til højt hvælvet og trapezformet til afrundet-firkantet i set fra ryggen. Hos nogle underfamilier såsom Cassidinae og i mindre grad Cryptocephalinae er hovedet dækket af pronotum og dermed ikke synligt ovenfra. De første tre sternites er ikke fusionerede, i stedet forbundet med mobile suturer. De fleste arter har vinger, selvom udviklingsniveauet og dermed flyveevnen varierer meget, også inden for en enkelt art, og nogle er flyveløse med sammenvoksede elytra.

## Underfamilier
Familien omfatter følgende underfamilier:
- Bruchinae Latreille, 1802 – bønnesnudebiller eller frøbiller
- Cassidinae Gyllenhaal, 1813 – skildpaddebiller; omfatter den tidligere "Hispinae"
- Chrysomelinae Latreille, 1802 – bredkroppede bladbiller
- Criocerinae Latreille, 1804 – aspargesbiller, liljebiller mv.
- Cryptocephalinae Gyllenhaal, 1813 – cylindriske bladbiller og vorteblade; omfatter tidligere "Chlamisinae" og "Clytrinae"
- Donaciinae Kirby, 1837 – langhornede bladbiller
- Eumolpinae Hope, 1840 – ovale bladbiller
- Galerucinae Latreille, 1802 – inkluderer de tidligere "Alticinae" (loppebiller)
- Lamprosomatinae Lacordaire, 1848
- Sagrinae Leach, 1815 – frøbensbiller eller kængurubiller
- Spilopyrinae Chapuis, 1874
- Synetinae LeConte & Horn, 1883 – nogle gange betragtet som en del af Eumolpinae

Indtil for nylig blev underfamilien Bruchinae betragtet som en separat familie, mens to tidligere underfamilier i øjeblikket betragtes som familier (Orsodacnidae og Megalopodidae). Andre almindeligt anerkendte underfamilier er for nylig blevet grupperet som en del af andre underfamilier (f.eks. de tidligere Alticinae, Chlamisinae, Clytrinae og Hispinae). Den uddøde underfamilie Protoscelidinae, der indeholder fossiler beskrevet fra midten til den sene Jurassic Karabastau-formationen, Kasakhstan, er blevet overført til familien Anthribidae.

## Galleri
- Acalymma vittatum
- Agelastica alni
- Altica, larve
- Bruchus pisorum (Bruchinae)
- Charidotella sexpunctata, puppe
- Chrysolina americana
- Chrysolina bankii
- Chrysolina fastuosa
- Chrysomela populi
- Clytra laeviuscula
- Crioceris asparagi
- Donacia splendida, fossil
- Labidomera clivicollis, larve
- Lilioceris lilii
- Luperus longicornis
- Sphaeroderma rubidum
- Timarcha sp.
- Xanthogaleruca luteola
- Aulacophora indica
- Bladbillelarver

## Eksterne links
- Wikispecies har taksonomi med forbindelse til  Bladbiller

- Wikimedia Commons har flere filer relateret til Bladbiller
- Bladbiller i det nordvestlige Europa
- [http://www.cassidae.uni.wroc.pl/European%20Chrysomelidae/list%20of%20subfamilies.htm Liste over europæiske bladbiller fra Wrocław Universitet
- Bladbiller i Brisbane
- Bestemmelsesnøgler til de britiske slægter og arter af bladbiller
- Bladbiller @ MIZA Arkiveret 24. oktober 2020 hos  Wayback Machine